# Kandalaksha
Kandalaksha (em russo:  Кандала́кша; em finlandês:  Kantalahti, também Kandalax ou Candalax nos mapas antigos; em carélio:  Kannanlakši; em lapônico escolto: Käddluhtt) é uma cidade do distrito de Kandalakshsky no Oblast de Murmansque, Rússia. Esta situada na cabeça do Golfo de Kandalaksha no Mar Branco, norte do Círculo Polar Ártico. Segundo o censo demográfico russo de 2010, possuí uma população de 35 654 habitantes.